# Lethrus tenuidens
Lethrus tenuidens är en skalbaggsart som beskrevs av Edmund Reitter 1890. Lethrus tenuidens ingår i släktet Lethrus och familjen tordyvlar. Inga underarter finns listade i Catalogue of Life.